# Trifón Gómez
Trifón Gómez San José (Zaratán, Valladolid, 3 de julio de 1889 - México, 8 de octubre de 1955) fue un político y sindicalista socialista español.

## Biografía
A los catorce años ingresa como aprendiz en los talleres de ferrocarriles. Formado política y sindicalmente en la UGT y el PSOE, en contacto con los dirigentes socialistas. Secretario general del Sindicato Nacional Ferroviario de UGT (1918-1934). Presidente de la Casa del Pueblo de Madrid (1927-1933). Vocal de la Comisión Ejecutiva de la UGT (1920-1932) y después Secretario adjunto (1932-1934).
Elegido en 1931 concejal por Madrid (en las elecciones que traen la Segunda República) y el mismo año Diputado a Cortes, renovando el escaño en 1933.
Se destacó en las organizaciones socialistas en el exilio. Al finalizar la guerra civil española se exilia en Francia, y desde allí reorganiza la UGT. Cuando se celebra el I Congreso de UGT de España en el Exilio (noviembre de 1944), es elegido presidente, cargo que ocupa hasta su muerte. Con el gobierno en el exilio de José Giral fue Ministro de Emigración (1945-1947).
Tras la dimisión de Indalecio Prieto, el Congreso Extraordinario del PSOE le elige para presidir la Comisión Ejecutiva (Toulouse, marzo de 1951), y el XVIII Congreso le renueva en el cargo (Toulouse, agosto 1952).
Participa en la creación de organizaciones sindicalistas internacionales, la Federación Socialista Madrileña (FSM), en 1945, y la Confederación Internacional de Organizaciones Sindicales Libres (CIOSL), en 1949. Su labor de divulgación de la represión a que estaban sometidos los trabajadores españoles fue fundamental para despertar la solidaridad del sindicalismo internacional hacia España.
Murió en México, en el exilio.